# Scottie Wilson
Louis Freeman, dit Scottie Wilson (1888 ou 1889-1972), est un peintre écossais originaire de Glasgow.

## Biographie
Louis Freeman, dit Scottie Wilson, est né dans une famille juive d'origine lituanienne à Glasgow, en Écosse. Il ne suit aucune formation et reste illettré. Il  quitte la maison familiale à l'âge de 10 ans pour devenir garçon batteur dans l'armée, où il acquiert le surnom de Scottie, communément donné aux soldats d'origine écossaise. Il sert en Inde, en Afrique du Sud et à la fin de la guerre se bat sur le front ouest. À la fin de la guerre, il ouvre une petite échoppe ambulante qu'il déplace dans les marchés de Londres. Vers 1928, après un exil forcé en Irlande, il part pour le Canada où il devient brocanteur. Il commence à dessiner dans son arrière-boutique à l'âge de 44 ans. En 1943 a lieu sa première exposition personnelle à Picture Loan Society de Toronto. Il s'installe ensuite à Vancouver où il se consacre exclusivement à son activité créatrice.
De retour en Angleterre en 1945, il cède ses œuvres à très bas prix dans des marchés ou dans des expositions qu'il organise dans des lieux insolites, hall de cinéma, caravane ou négoce désaffecté. Une exposition de ses œuvres est organisée à l'Arcade Gallery à Londres ; scandalisé par les prix, il s'installe devant la galerie où il brade ses dessins aux passants.
En 1947, il est exposé à l'exposition surréaliste à la galerie Maeght à Paris. Il expose ensuite à Bâle, New York et Londres. En 1965, il crée le décor d'un service à thé édité par la Royal Worcester Porcelain Company. Il dessine aussi pour les Tapisserie d'Aubusson en France et pour l'association des tisseurs d'Edimbourg.
Ses œuvres furent collectionnées par Pablo Picasso, Jean Dubuffet et André Breton et, bien que faisant partie de l'art brut, ses dessins figurent dans de nombreux musées dont la Tate Gallery de Londres, le Centre Pompidou, le LaM – Lille Métropole Musée d'Art moderne, d'Art contemporain et d'Art brut, le Folk Art Museum à New York, la National Gallery of Ireland à Dublin, le Milwaukkee Art Museum et le Musée national des beaux-arts du Québec.

## Expositions (sélection)
- 2025: Art Brut. Dans l’intimité d’une collection. Donation Decharme au Centre Pompidou, Grand Palais, Paris
- 2025 A Walk on the Wild Side: Artworks from the Collection de l’Art Brut and Elsewhere, Power Station of Art, Shangai, "[11]
- 2025: The Meeting Place of Unveiled Worlds, Tokyo Shibuya Koen-dori Gallery, Museum of Contemporary Art Tokyo, Tokyo
- 2025 25 ans de plaisir. Galerie du Marché, Lausanne, 2025[12]
- 2025: Exhibition 5 | Scottie Wilson, Zander Collection, Cologne
- 2024: Epopées Célestes,  Villa Medici , Venise, [13]'
- 2023: Faces, collection de l'art brut, Lausanne
- 2022: Art brut. Un dialogue singulier avec la Collection Würth. Museum Würth, Erstein
- 2022: Roger Cardinal Castles are Elsewhere. Turner Contemporary
- 2021: Frame Work collection de l'art brut,, Lausanne,
- 2020: Memory Palaces: Inside the Collection of Audrey B. Heckler, American Folk Art Museum, New York
- 2018: "Scottie Wilson", Gimpel Fils Gallery, Londres
- 2015: Brut de Brut. Galerie du marché, Lausanne[14]
- 2015 Elévation, hommage des collectionneur Bruno Decharme & Antoine de Galbert à Joseph Ferdinand Cheval. Palais idéal du facteur Cheval,  Hauterives
- 2015: Art Brut. Collection abcd / Bruno Decharme. La Maison Rouge, Paris)[15]
- 2011: Amicalement brut, collection Eternod-Mermod. LAM Lille Métropole Musée d'Art moderne, d'Art contemporain et d'Art brut, Villeneuve d'Ascq
- 2011 Caboches. Galerie du marché, Lausanne, [16]
- 2002: abcd, a collection of art brut. High Museum of Art, Atlanta, Georgia
- 2001: abcd, a collection of art brut. American Folk Art Museum, New York, USA
- 1997:  Collection Eternod-Mermod. Musée de la Création Franche, Bègles, 1997[17]
- 1992: Parallel Visions, Los Angeles County Museum, Los Angeles,[18]
- 1986: Dubuffet & Art Brut, Peggy Guggenheim Collection, Venise
- 1981: Paris–Paris 1937–1957. Créations en France, Centre Pompidou, Paris
- 1977: Scottie, Collection de l'Art Brut, Lausanne
- 1969: Naive Kunst aus rheinischem Privatbesitz, Städtische Kunstsammlungen Bonn, Bonn
- 1966: Brook Street Gallery, Londres
- 1950: Aspects of British Art, Institute of Contemporary Art, London
- 1950: Gimpel Fils, Londres

## Publication
- Cahier de l’Art Brut 4, texte de Jean Dubuffet et Victor Musgrave, Collection de l’art brut,  Paris 1964
- Jean Dubuffet en collaboration avec Victor Musgrave et Andrew De Maine Emmanuel par le Dr Pierre Maunoury, Scottie Wilson, Paris, Compagnie de l'art brut, 1965Article dans L'Art brut N°4
- It’s All Writ Out  for You, Life and Work of Scottie Wilson, George Melly, Thames & Hudson, 1986
- Scottie Wilson, Peddler Turned Painter, Anthony J. Petullo and K. Murrell, 2004